# Polar (satélite)
O Polar Satellite é um satélite lançado pela NASA em 24 de fevereiro de 1996 a bordo de um foguete Boeing Delta II da base de lançamento Vandenberg Air Force Base, na Califórnia, para observar a magnetosfera polar.

## Instrumentos
- Plasma Wave Investigation
- Fast Plasma Analyzer (HYDRA)
- Magnetic Fields Experiment